# St. Bartholomäus (Eußenhausen)

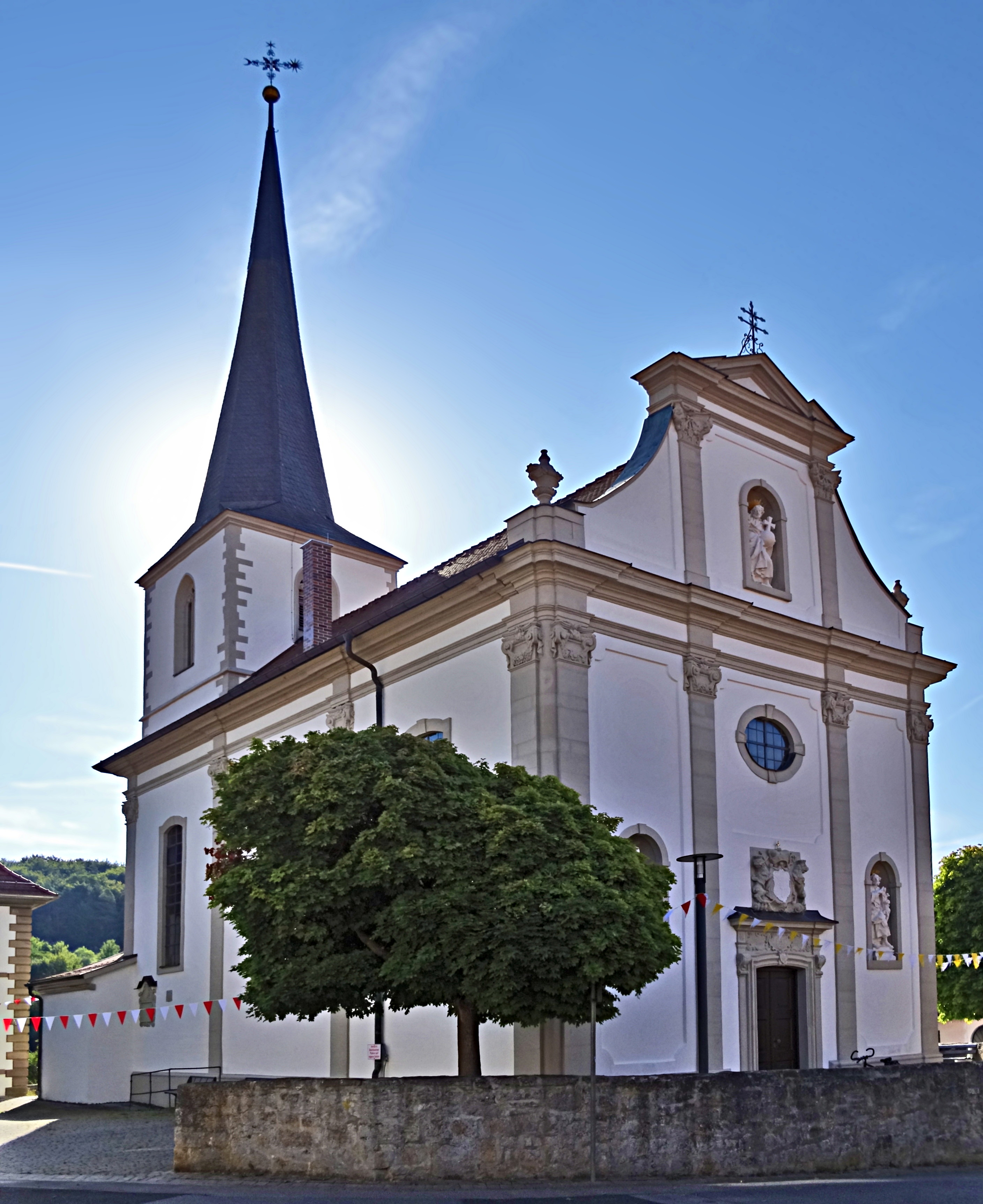
St. Bartholomäus (Eußenhausen)

Die römisch-katholische Kirche St. Bartholomäus ist ein Kirchengebäude, das in Eußenhausen steht, einem Gemeindeteil der Stadt Mellrichstadt im unterfränkischen Landkreis Rhön-Grabfeld in Bayern. Die unteren Turmgeschosse des denkmalgeschützten Bauwerks sind spätmittelalterlich. Die Pfarrei gehört zur Pfarreiengemeinschaft Franziska Streitel (Mellrichstadt) im Dekanat Bad Neustadt des Bistums Würzburg.

## Beschreibung

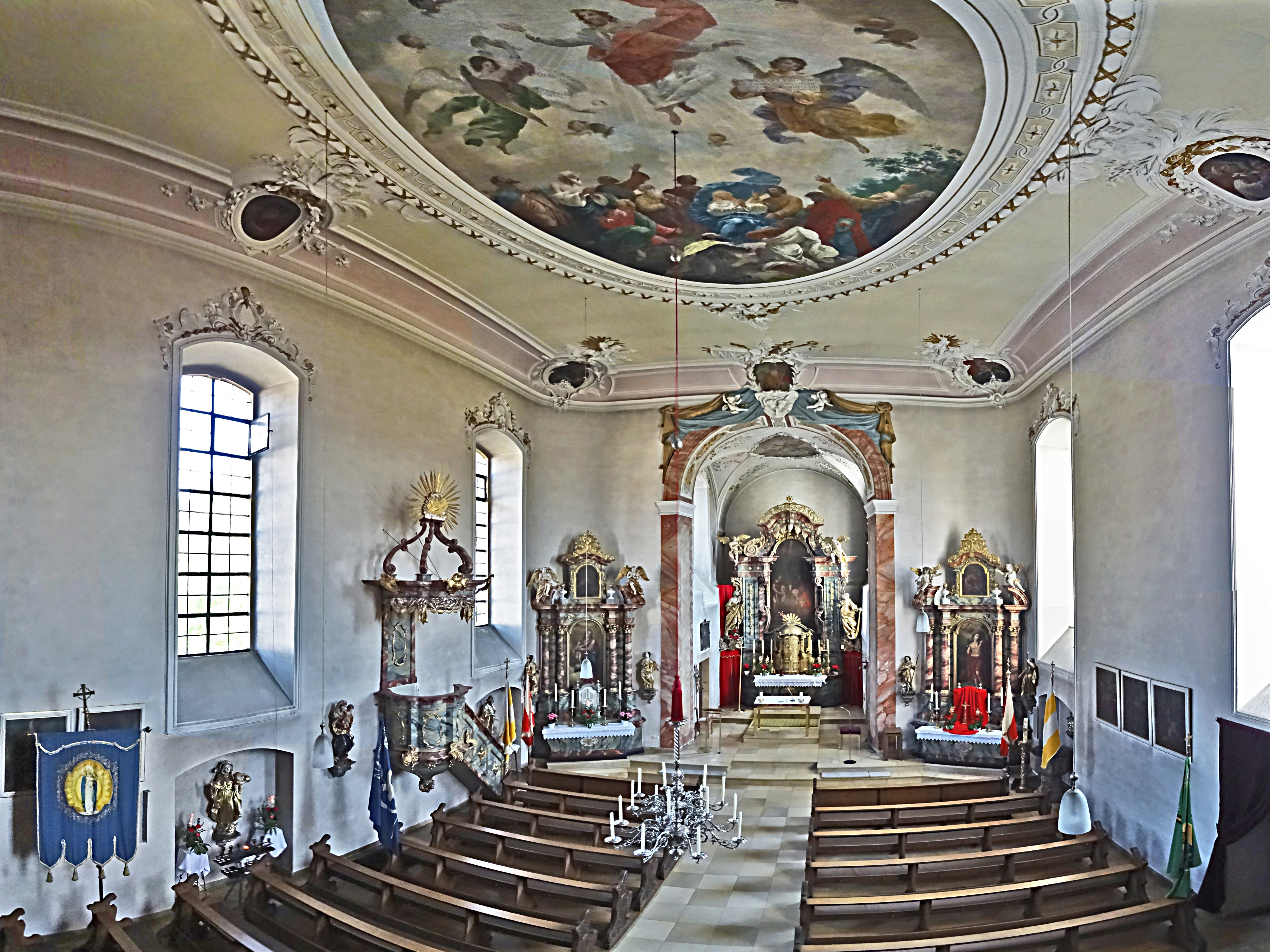
Innenansicht

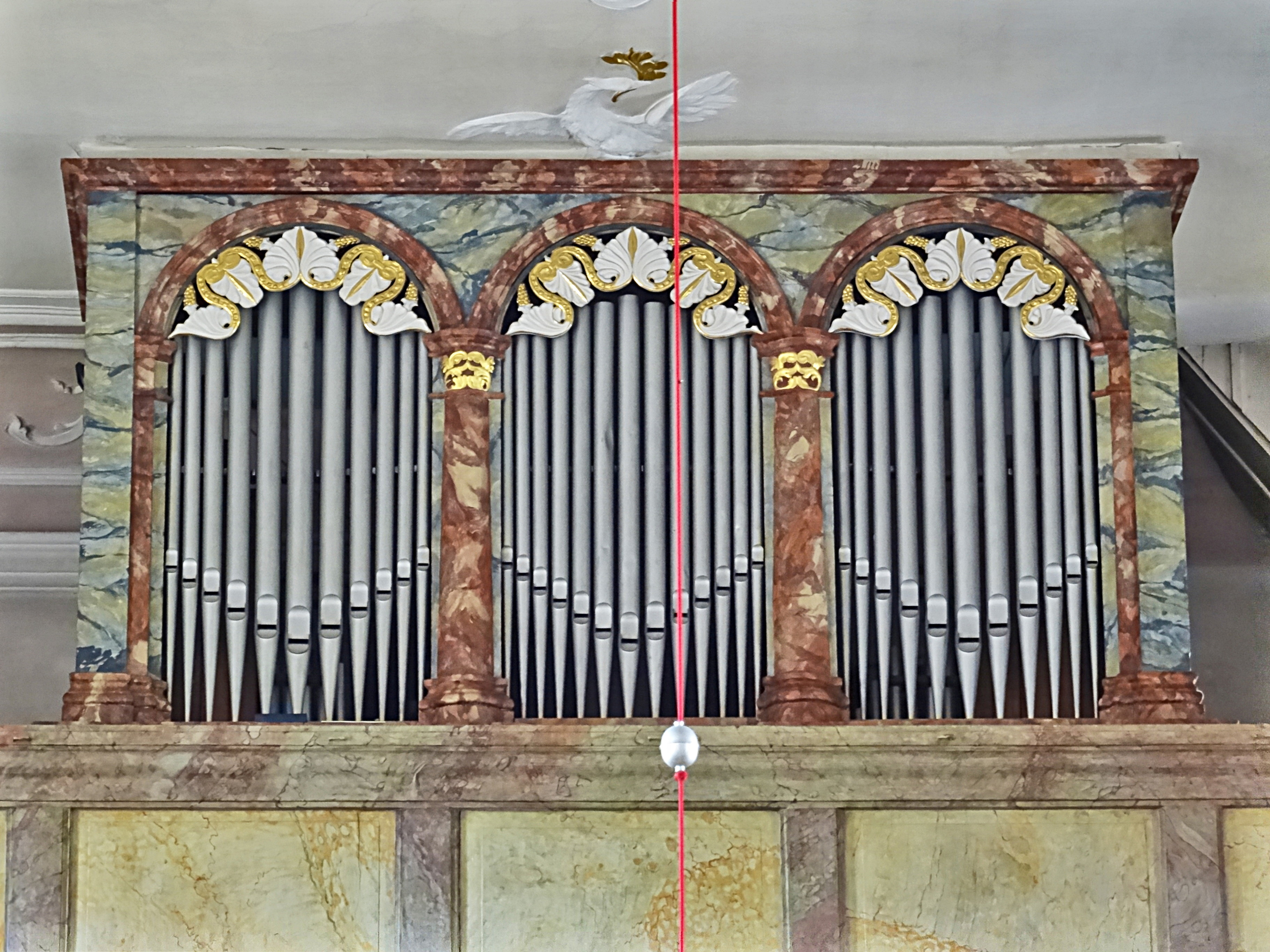
Hofmann-Orgel

Der Chorturm stammt im Kern aus dem späten Mittelalter. Er wurde 1593 um ein Geschoss, das die Turmuhr und den Glockenstuhl beherbergt, aufgestockt und 1607 mit einem achtseitigen spitzen Helm bedeckt. An ihn wurde nach Westen 1745–49 das Langhaus angebaut, das mit einer Fassade abschließt, die durch Pilaster dreiteilig gegliedert ist. In der Mitte befindet sich das verdachte Portal, ein Ochsenauge ist darüber. Links und rechts stehen Statuen in Wandnischen. Im Schweifgiebel steht in der Mitte eine Ädikula mit einer Statue in einer Wandnische. Im Chor, d. h. im Erdgeschoss des Chorturms, befinden sich Wandmalereien aus der 1. Hälfte des 15. Jahrhunderts. Im Innenraum des Langhauses befindet sich im Westen eine zweistöckige Empore, auf der oberen steht die Orgel. Das Instrument mit 16 Registern, verteilt auf 2 Manuale und Pedal, wurde 1921 von Michael Hofmann aus Unfingen gebaut und 1942 von den Gebrüdern Hoffmann umgebaut. Die Kirchenausstattung stammt aus der Bauzeit des Langhauses.